# リヤカー
- リヤカー
- リアカー

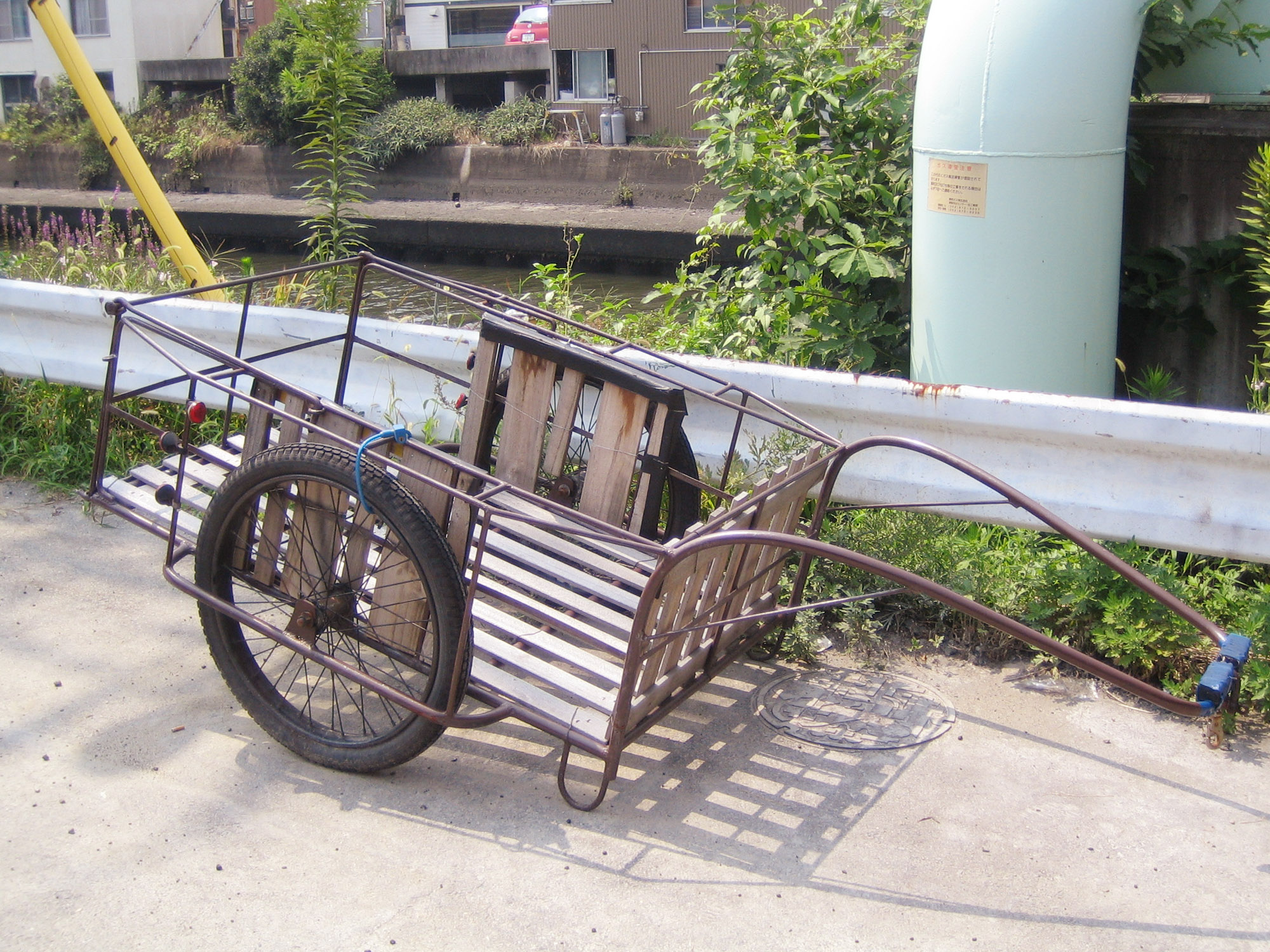
リヤカー

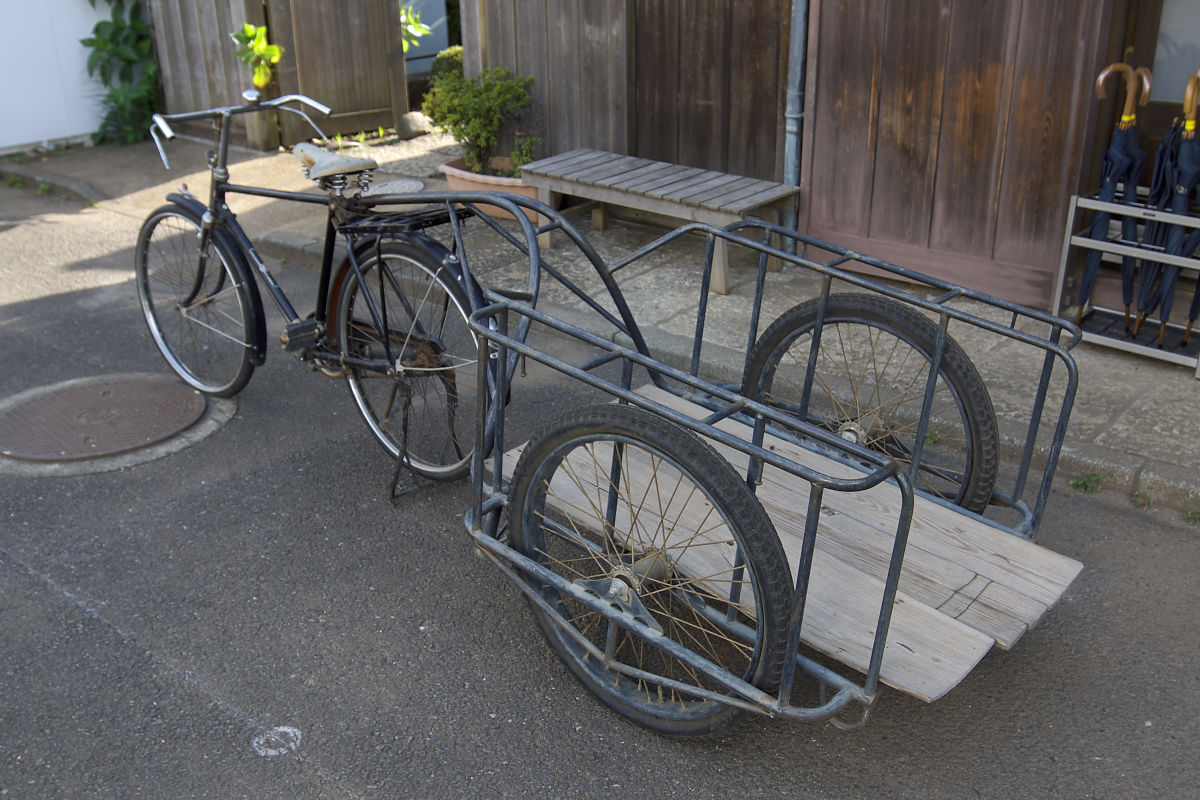
自転車牽引のリヤカー（サイクルトレーラー）
江戸東京たてもの園の展示物

リヤカーは、金属製のパイプと空気入りタイヤで構成された2輪の荷車である。人もしくは自転車、オートバイによって牽引して使われている。
また、牽引自動車の荷台部分をリヤカーと呼ぶ場合がある。
なお、“リヤカー”の名称は和製英語であり、日本で考案された際、サイドカー（Side + Car）にならって「後部（Rear）に位置する車（Car）」の意でリヤカーと命名された（リアカーと表記・発音されることもある）。英語でこのような「人力により牽引される1軸2輪の荷車」は特に区別されずに「荷車」全般を指す言葉である“Cart”（複数形はCarts）とのみ呼ばれることが通例で、人力によって移動することを特記する際にのみ“Hand Cart”（Hand carts）の語が用いられる。また、「自転車牽引の台車」は“Bicycle Trailer”（サイクルトレーラー）と呼ばれる。

## 概要
1921年頃、海外からサイドカーが日本に輸入された時にサイドカーとそれまでの荷車の主流だった大八車の利点を融合して、静岡県富士市青島の望月虎一が発明した。
江戸時代以来の大八車の欠点としては、次のような点があった。
- 大きな木製のスポーク型車輪（接地面を鉄で巻いた）は製造時の精度・強度確保を木工職人の熟練技術に頼っていた。破損時の修繕には手間が掛かり、またフレーム共々丈夫な木で組み上げられていたため、重かった。
- 左右輪が車軸で連結されて荷板床下を通る原始的構造の弊害。重心が高く横転しやすいうえ、内輪差の吸収手段もないため、左右旋回時は牽き手が車輪を引きずるように力を込めて動かねばならず、車輪の磨耗原因にもなった。
- 軸受けは堅い木の平軸受けで、専ら油脂補給による潤滑に頼っていたため、停止状態からの引き出しが重かった。特に貨物積載時の引き出しは困難であった。
- 振動が激しく、物によっては荷傷みのおそれがあったため、輸送できる貨物が限られた。

これら大八車の問題点の多くが、リヤカーでは金属部材の導入や自転車・サイドカーの手法を援用することで解決されている。
ごく細身の型鋼、もしくは鋼管で牽引用の梶棒部まで含むフレーム全体を組み、車輪はオートバイや自転車と同様に金属製のワイヤースポークを利用、車軸はなく、自転車同様のボールベアリングで左右独立支持された両輪間に荷台床を落とし込んだ形態となっている。さらに車輪には空気入りゴムタイヤを填めている。結果、大八車に比して大幅な進歩を遂げた。
- 金属製フレームは曲げ加工やリベット留め（後年は溶接も可能となった）などの組み立て手段を許容し、木材よりも簡潔な構造を採れるため、軽量になった。
- 金属製のスポーク車輪は大正時代、すでに日本国内の自転車工場で大量生産されていた。軽量なうえ、車体からの脱着も簡単で、日本各地に出現していた自転車店での修繕が容易となった。ゴムタイヤは防振に役立った。
- 左右輪が独立していて長い車軸がないため、車輪中心より低い位置に荷台床を配置でき、重心が低くなって安定すると共に旋回も自由となり、貨物積載量も増した。
- ベアリングの使用によって引き出し抵抗が小さくなり、牽引が容易になった。

大正時代後期からは小口輸送向けに、小型トラックの一種であるオート三輪が都市部から普及し始めてはいたが、当時の日本における中小零細事業者の多くにとっては極めて高価なもので、容易に導入できなかった。対してリヤカーは、市井の零細な工場でも製作可能で、ごく安価な存在であり、本格的なモータリゼーション以前であった太平洋戦争前後の長期間、手牽き、もしくは自転車牽引などで、小口輸送の簡便な手段として極めて広範に用いられた。
しかし、戦後のモータリゼーション進展で自動車が普及するにつれ、一般的な小口物流の手段としては1950 - 1960年代以降、速力や効率で勝るオート三輪・軽トラックなどに取って代わられ、次第に衰退した。それでも軽便さゆえの長所があり、過去に比べれば活用範囲が狭まったとはいえ、敷地内作業用や大都市圏での小口配送など、21世紀に入ってからも日本国内で広く実用に供されている。

### 利点

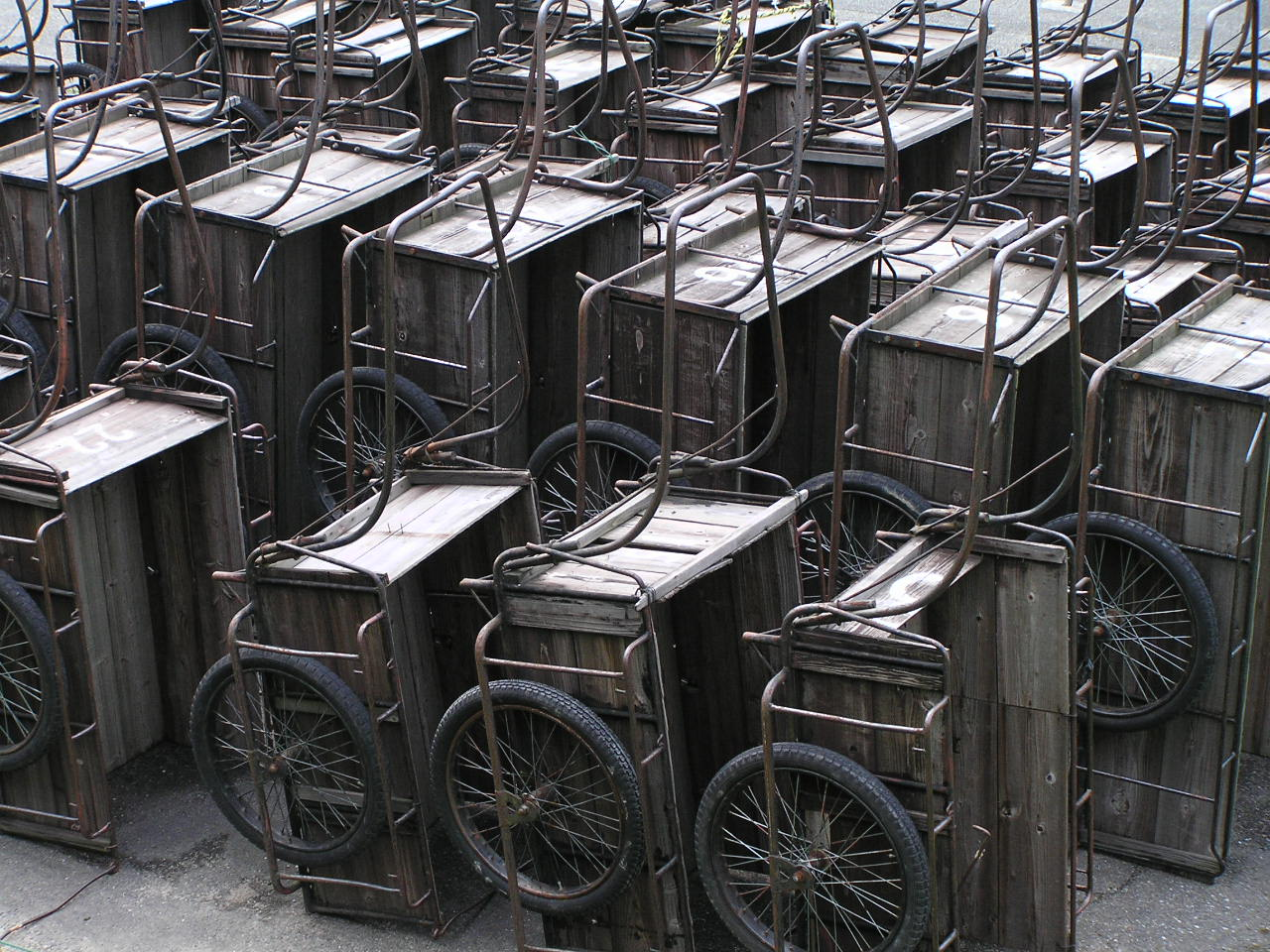
保管する際には立てることで保管スペースを小さくできる。

- 人力によれば、燃料代などの経費が掛からない。修理・整備も簡便で維持費も掛からない。
- 機動性に富み、小回りが利く。普通の体格の人間であれば、荷物運搬時の牽引でも取り扱いに特段の訓練を要さない。
- 頑丈な作りのリヤカーで平坦な舗装道路上であれば、最大約1トンの荷物が運搬可能である（通常のリヤカーの積載荷重は350kg）。

### 欠点
- 急坂に弱い（上り坂・下り坂とも）。
- 自動車などの往来が激しい場所の移動では、機動性の違いによる交通事故や交通渋滞が懸念される。

## 利用

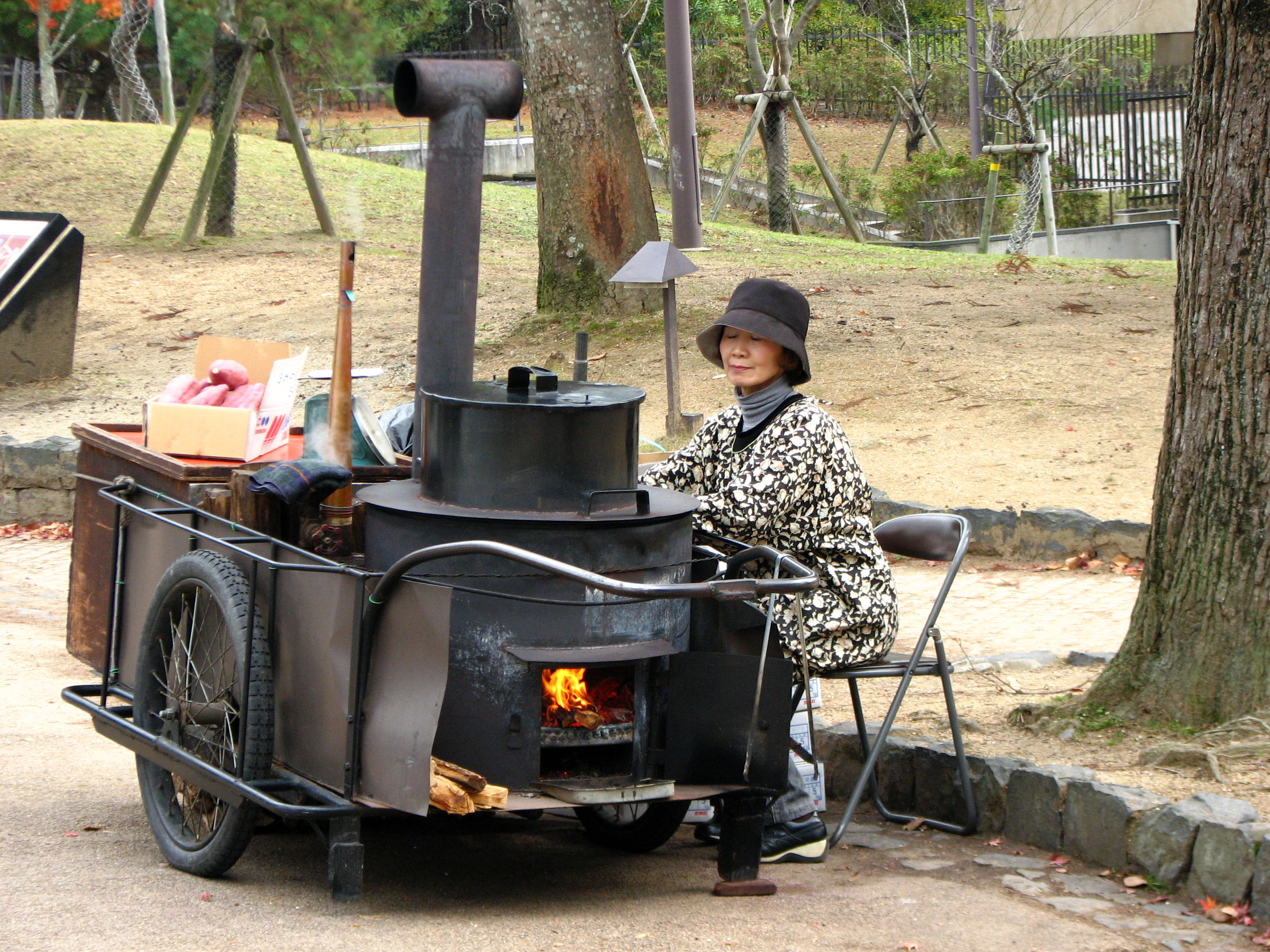
リヤカーに専用釜を積んだ石焼き芋売り

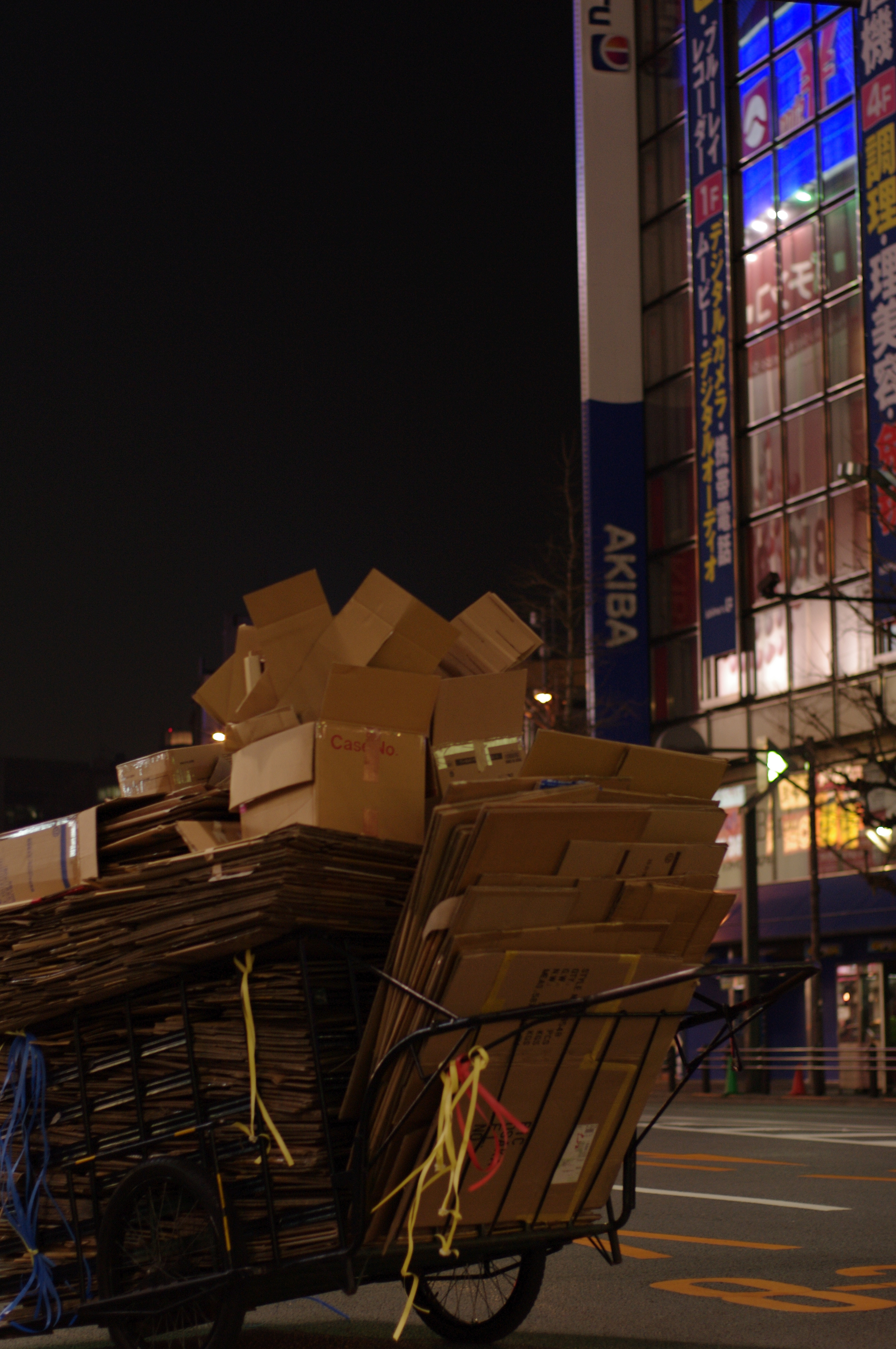
秋葉原で段ボールを積んだリヤカー

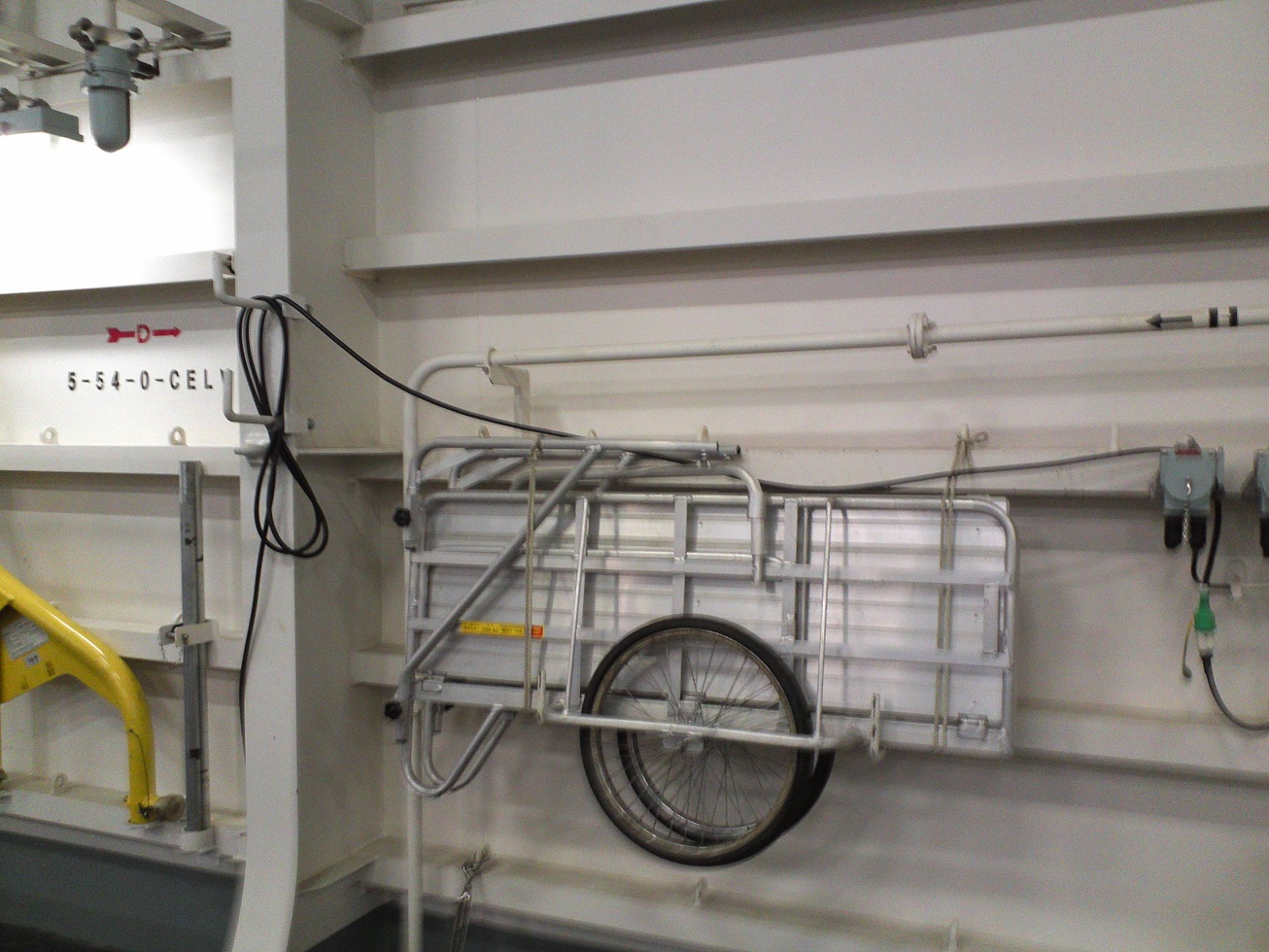
護衛艦「ひゅうが」のヘリ格納庫で使われているアルミ製折りたたみ式リヤカー

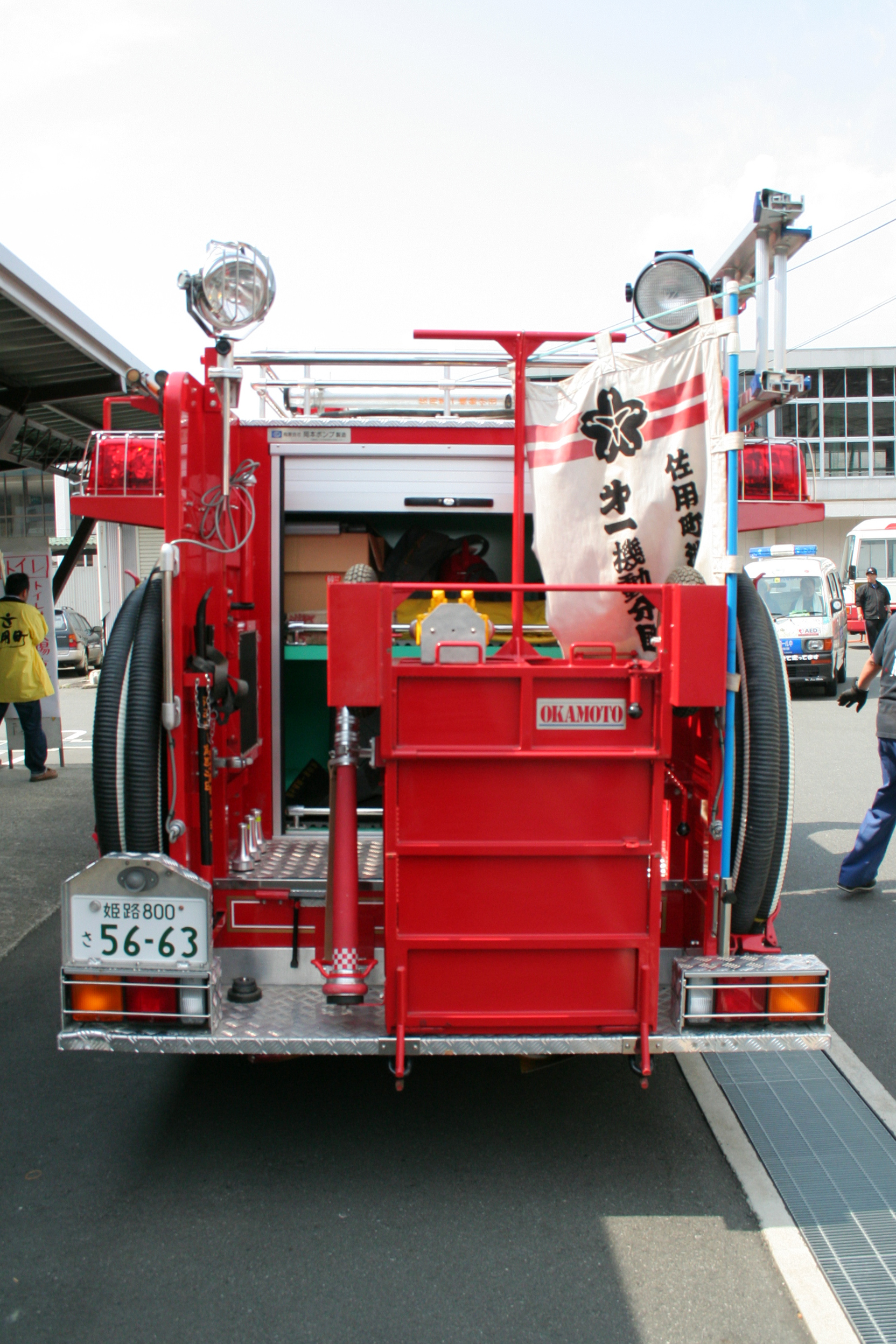
車輪を畳んだホースカーを搭載した消防車

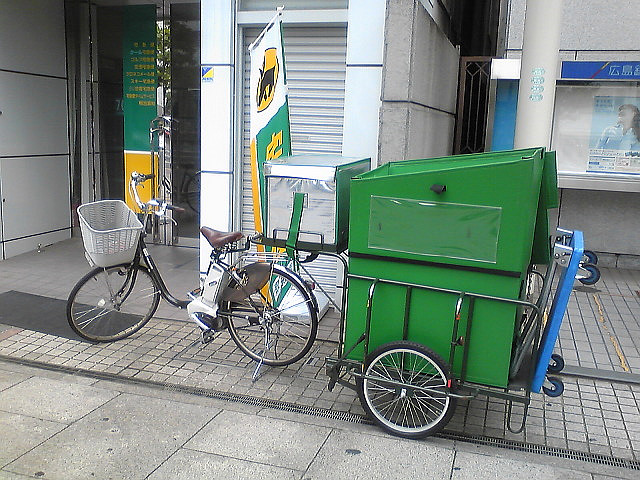
ヤマト運輸のリヤカー

飲食
ラーメン、おでんなどの屋台として。（現在では軽トラックも多く使われている）
販売
豆腐、石焼き芋など。（現在では軽トラックも多く使われている）
廃品回収
都市部ではリヤカーを使った段ボールと空き缶の回収がホームレスの収入源ともなっている。
国防
駐屯地内での訓練の準備などに活用されている。また海上自衛隊の艦艇に搭載されている例もある。
消防
消防車には火災現場で迅速にホースを運搬するため、リヤカー状の「ホースカー」が搭載されている事が多い。このホースカーの扱いは消防操法でも定められている。
防災
自治会などによる自主防災組織にて消火用の消防ポンプを備える地域も多く、防災倉庫にはこのポンプを人力で輸送する為のリヤカーも保管されている。
教育
運転免許を持たない子供でも大道具や落ち葉などを運搬することのできる道具として、あるいは地域奉仕活動の延長で行われる廃品回収運動の際の運搬器具として小中学校など学校施設にも標準的に装備されている。
宅配
2006年6月に道路交通法が改正され、自動車・オートバイの駐車違反に関する違反確認手続きの簡略化で、短時間駐車でも摘発されるといった事情に絡み、ヤマト運輸は住宅地の小荷物配送などで、特製の小型リヤカーを電動アシスト自転車で牽引する活用を開始した。なお、佐川急便ではリヤカー状の荷台を備えた、特製の電動アシスト三輪車で対応している。宅配に類似した配達を伴う大手業者では、酒のカクヤスもリヤカーを頻繁運用している。

## 日本における法律上の扱い
日本の道路交通法では、リヤカーを含む荷車や台車は、たとえ歩行者が通行させているものであっても、一部を除いて軽車両の扱いである。

### 小型のリヤカー
ただし、「レール又は架線によらないで通行させる車であって、他の歩行者の通行を妨げるおそれのないものとして長さ 190cm以下かつ幅 60cm以下であって、車体の構造が、歩きながら用いるものとして通行させる者が乗車することができない車」は、軽車両ではなく歩行補助車等に該当し、歩行者の扱いとなる。
そのため、歩行者扱いになるリヤカーは、「長さ190cm以下、幅60cm以下の小型のリヤカー」が想定される。
ただし、条件に該当するものであっても、歩行者が通行させているものに限られる。他の車両に牽引されているものは、当該他の車両の一部として扱われ、歩行補助車等には該当せず、歩行者扱いには原則としてならない。

### 動力あり
ただし、電動機や内燃機関付きのリヤカーは、原則として原動機付自転車または自動車扱いとなる。詳細は、当該原則および例外も含めて「原動機付自転車#電動の小型車両等に対する規制」を参照。
ただし、一定の基準を満たす電動リヤカー等は、歩行補助車または軽車両扱いとなる（「軽車両#原動機を用いる軽車両」参照）。

### 交通方法
前述の歩行者扱いとなる小型のものを除いて、リヤカーを単独（人力）で通行させる場合は、軽車両の扱いとなるので車道を通行しなければならない。自転車や普通自転車扱いではないため、歩道の徐行ないし通行、自転車道の通行はできない。ただし路側帯（二重線の歩行者用路側帯を除く）、車道の自転車レーンについては普通自転車専用通行帯も含めて、通行適用となる。
リヤカーを自転車により牽引して通行させる場合は、通行方法については自転車に準ずるが、普通自転車には該当しないため歩道の徐行ないし通行ができない。つまり、歩道上の自転車レーンを通行できないし、また運転者が12歳以下の子供、高齢者・障害者であったり、「車道等の状況に照らして自転車の通行の安全を確保するため、歩道を通行することがやむを得ないと認められる」場合であっても、歩道の徐行ないし通行は認められない。他の車両を牽引しているため、自転車道も通行できない。ただし、歩道等のない道路や、路側帯（二重線の歩行者用路側帯を除く）、車道の自転車レーンについては普通自転車専用通行帯も含めて、自転車単体の場合と同等である。
その他、灯火や積載制限については軽車両#通行方法などを参照。

### 重量制限
なお、リヤカーの積載物重量制限（車両重量を含まず）は以下のとおり（東京都の場合）。
- 荷台の面積が1.65平米以上の場合は、750kg以下。1.65平米未満は、450kg以下。
- 自転車または原動機付自転車（125cc以下）により牽引する場合、120kg以下。

### オートバイトレーラーとして
なお、全国において、原動機付自転車（125cc以下）により牽引する場合の最高速度は25km/h（法定速度）である。また、この場合の牽引されるリヤカーは「付随車」扱いとなるため、ナンバープレート登録や車検の必要はない（夜間は後部反射器が必要）。なお自動車（車両法）によるリヤカーの牽引は認められない。詳細は次を参照のこと。

## 日本国外への進出

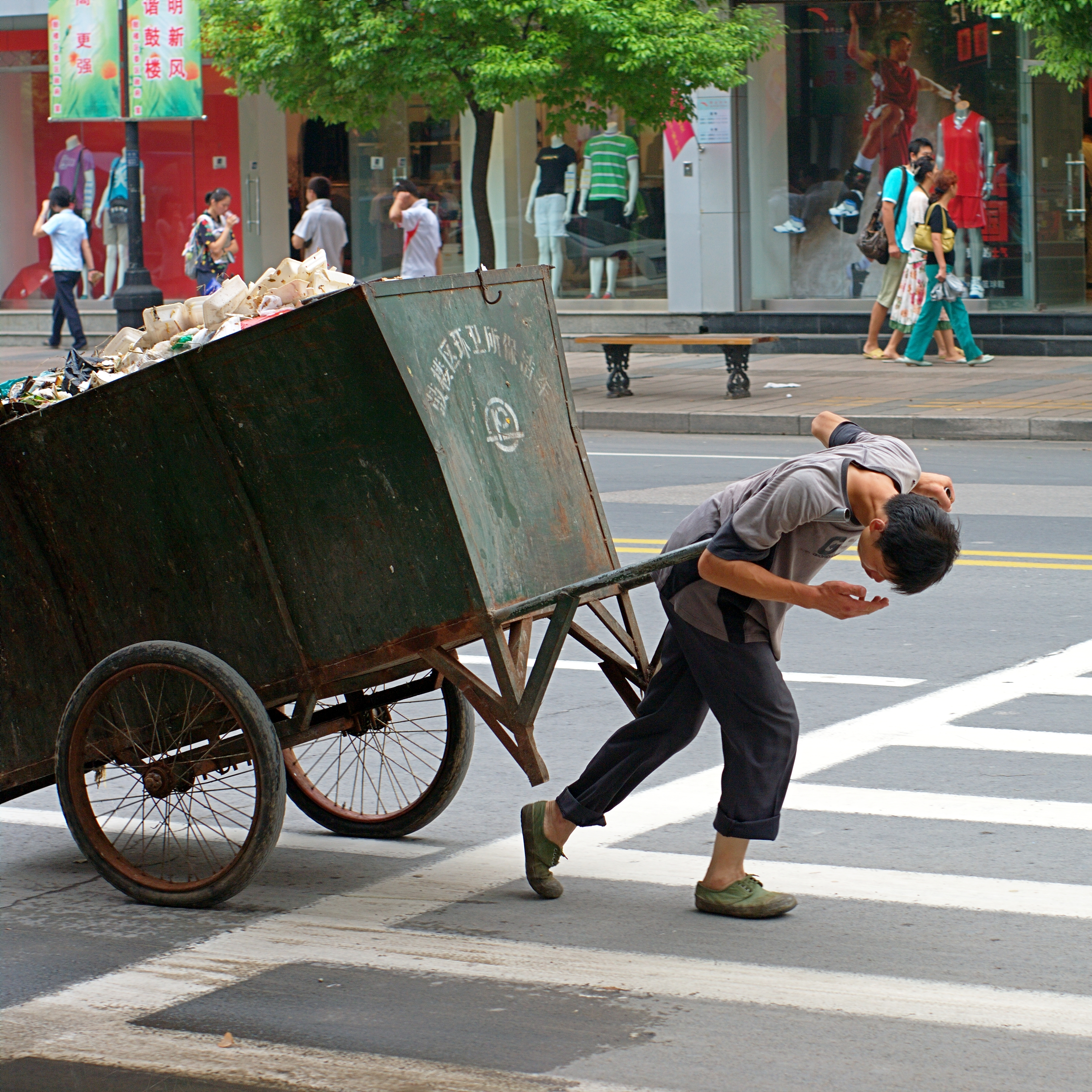
南京で使われているリヤカー状のカート

中国をはじめとするアジア諸国では一般にリヤカーが浸透しており、自転車と同程度の技術で製造できるリヤカーは庶民レベルの物流の一端を担っている。これらでは日本製オートバイとセットで現地社会に根付き、市場へ農作物を運搬したりあるいは移動販売の店舗に利用されたりといった活動も見られる。
また、リヤカーの製造と保守は途上国でも行えるため、1988年に国連を通じて日本からタンザニアへリヤカー製造の技術協力が行われた。

## 関連項目

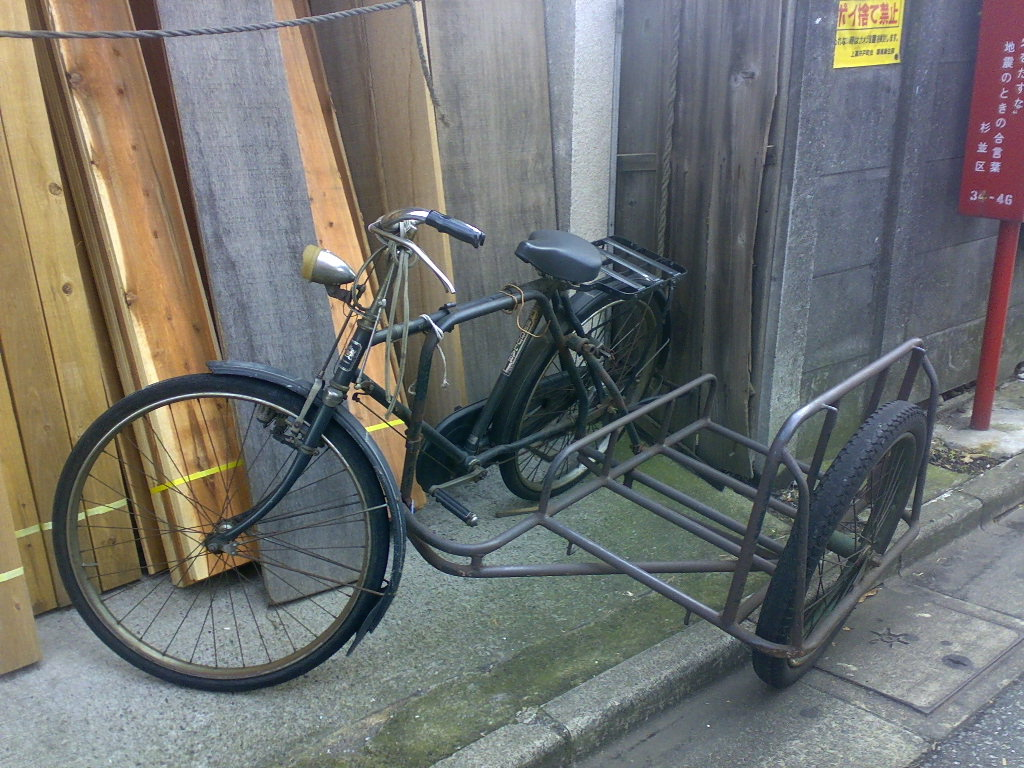
リヤカー風サイドカー